# Oßling
Oßling, in alto sorabo Wóslink, è un comune di 2.493 abitanti della Sassonia, in Germania.
Appartiene al circondario (Landkreis) di Bautzen (targa BZ).

## Frazioni
Oßling è costituito dalle seguenti frazioni:
| - Döbra (Debricy), 187 abitanti - Liebegast (Lubhozdź), 145 ab. - Lieske (Lěska), 305 ab. - Milstrich (Jitro), 315 ab. - Oßling (Wóslink), 638 ab. | - Scheckthal (Pisany doł), 75 ab. - Skaska (Skaskow), 253 ab. - Trado (Tradow), 81 ab. - Weißig (Wysoka) con Otterschütz (Wotružica), 272 ab. |